# Foça
Foça (en griego: Φώκαια, "Focaea") es una ciudad y un distrito de la provincia de Esmirna, en Turquía. Está situada a 70 km al norte de la ciudad de Esmirna y tiene una población de 33 131 habitantes (2018). El distrito contiene un municipio llamado Yenifoça (literalmente, «nueva Foça»), también costero y situado a una distancia de 20 km de la propia Foça. Por esta razón, a menudo a Foça se la denomina con el apelativo local de Eskifoça ("la vieja Foça"). La antigua polis griega de Focea (en griego: Φώκαια) está entre las dos modernas Foças.

## Historia

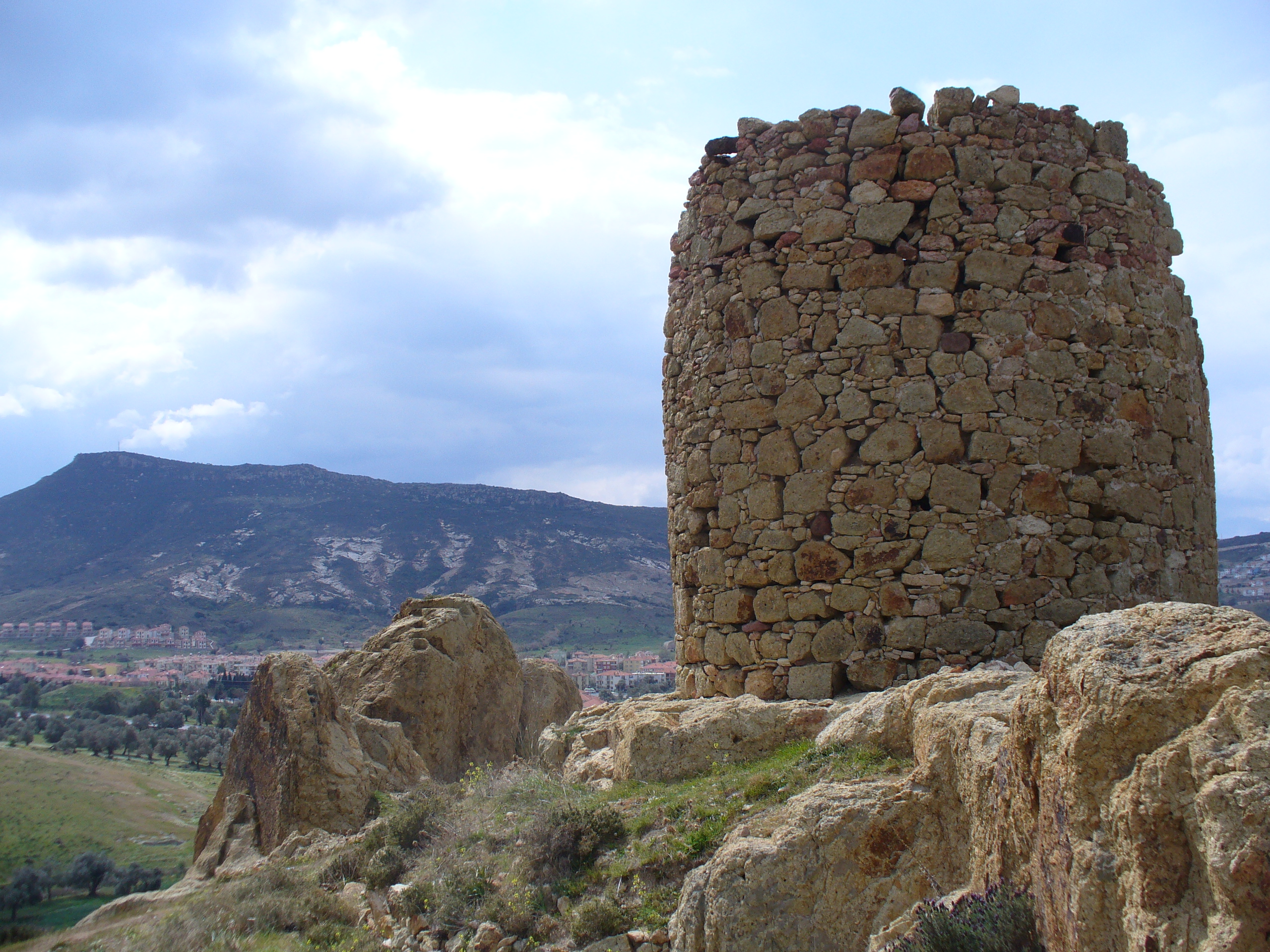
Antiguo molino de viento.

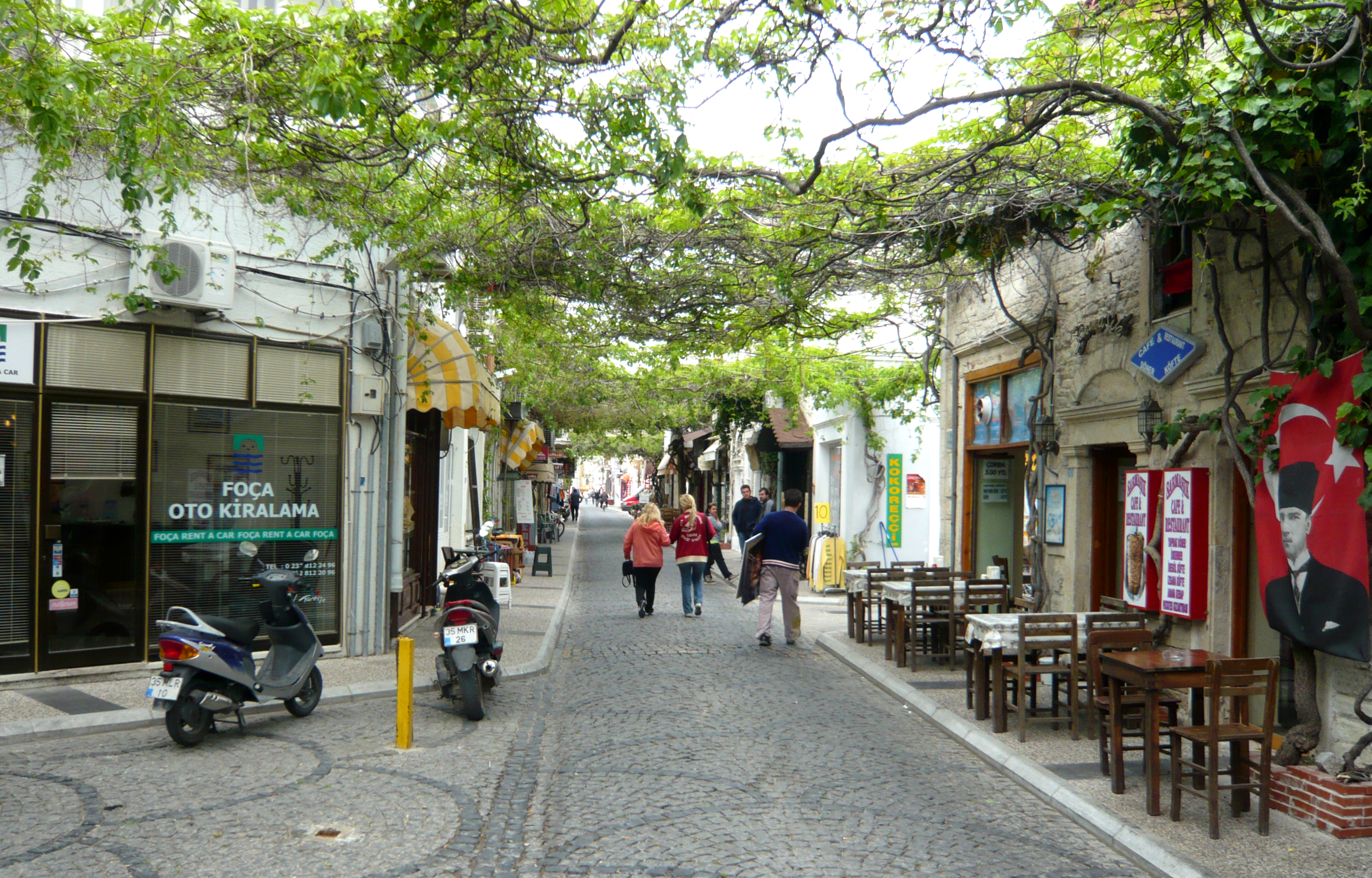
Calle de Foça.

Yenifoça fue tomada por los genoveses en 1275, y en un principio era la más activa de las dos Focas durante la Edad Media, debido principalmente a las ricas reservas de alumbre. El usufructo de la explotación de dichas reservas perteneció a los genoveses hasta bien entrada la época otomana.
El 12 de junio de 1914, sufrió el ataque de bandas de basi-bozuk que la arrasaron e hicieron huir a la mayoría de la población, por entonces fundamentalmente griega —entre ocho y nueve mil personas frente a los cuatrocientos turcos—. Las tropas enviadas para restaurar el orden colaboraron con la destrucción. En la región se asentaron refugiados musulmanes venidos de los Balcanes y del Cáucaso.
Eski Foça se extiende a lo largo de dos bahías, la más grande llamada Büyükdeniz ( "el mar mayor") y una ensenada más pequeña dentro de esta, llamada Küçükdeniz ( "el mar menor"), donde se halla el castillo medieval.
Muchas partes del distrito están bajo estricta protección medioambiental, debido al valor de la flora y la fauna y la belleza de las pequeñas bahías y cuevas, especialmente entre Foça y Yenifoca. Por lo tanto, una manera prudente para conocer el distrito sería por excursiones en barco organizadas regularmente partiendo del centro de la ciudad. Debido a las medidas de protección, las nuevas construcciones no están permitidas en muchas partes del distrito y Foça conserva su característica de estar compuesta principalmente por casas antiguas.
Cuenta con un puerto deportivo con una capacidad para 300 embarcaciones.
Es una de las tres áreas marinas protegidas de Turquía para la preservación de la foca monje del Mediterráneo, una especie de los mamíferos marinos en grave peligro de extinción.
La Armada turca mantiene en Foça la base de sus dos unidades de operaciones especiales: Su Alti Savunma (SAS) y Su Alti Taarruz (SAT).